# Tyke Nunatak
Der Tyke Nunatak (englisch für Kleiner-Racker-Nunatak) ist der kleinste und nördlichste der Bates-Nunatakker am westlichen Ende der Britannia Range im Australischen Antarktisterritorium. 
Namensgebend für den Nunatak ist seine geringe Größe. Die Benennung erfolgte 2001 durch das Advisory Committee on Antarctic Names.